# Dick Erixon
Dick Rikard Harry Erixon, tidigare Dick Harry Eriksson, född 16 juli 1962 i Adolf Fredriks församling i Stockholm, är en svensk politiker (sverigedemokrat), ekonom och journalist. Han är sedan 2024 Europaparlamentariker för Sverigedemokraterna.

## Biografi
Dick Erixon har varit landstingsrådssekreterare i Stockholms läns landsting, ekonom hos Noaks Ark och utredare vid Näringslivets medieinstitut. Han har också varit redaktör och skribent på Timbro och ledarskribent på Finanstidningen. Under 2010-talet var han ekonomichef på Noaks Ark. Han har också drivit företaget Erixon Kommunikation.
Från 2016 var Dick Erixon chefredaktör och ansvarig utgivare för Sverigedemokraternas socialkonservativa webbtidning Samtiden. 2020 blev han dessutom ansvarig utgivare för nyhetskanalen Riks. Han lämnade bägge posterna i samband med hans kandidatur i Europaparlamentsvalet 2024.

## Politik och samhällsdebatt
Dick Erixon har en politisk bakgrund i Centerpartiet. När partiet 1995 inledde ett samarbete med Socialdemokraterna var han en av kritikerna. I riksdagsvalet 1998 kandiderade han för Centerpartiet och profilerade sig bland annat med sloganen: ”Tiden är inne för politiker som inte faller till föga för den moraliska paniken.” Han lämnade Centerpartiet i slutet av 1990-talet. År 2002 bildade Erixon tillsammans med bland andra Christian Gergils och Jean-Pierre Barda partiet Fria Listan, som ställde upp i riksdagsvalet 2002. Partiet lades ned efter valet.
Han var ordförande för Medborgarrättsrörelsen 2007–2016.
I samband med att Erixon blev chefredaktör på sverigedemokratiska Samtiden tillkännagav han att han inte är partimedlem, men sympatiserar med partiets politik. I februari 2024 presenterades Erixon som en av SD:s toppkandidater till EU-valet samma år, i vilket han blev invald till EU-parlamentet. I parlamentet är Erixon bland annat ledamot av Budgetkontrollutskottet.

## Böcker och skrifter
- Utmaningen. 1992. ISBN 91-630-1249-9
- Ett brutet löfte. 1995. ISBN 91-7566-299-X (medförfattare Ulf Kristersson och Widar Andersson)
- Rikstingstalen – En studie av Thorbjörn Fälldins budskap. 1996. ISBN 91-88652-03-3
- Tryggare kan ingen vara?. 1997. ISBN 91-7566-357-0
- En väg ut. 1997. ISBN 91-7566-353-8
- Vad är marknadsekonomi?. 1998. ISBN 91-87418-61-4
- Borgerlighetens val. 1998. ISBN 91-7566-399-6
- Svaghetens moral. 1999. ISBN 91-7566-410-0
- Maktspelet i vården. 1999. ISBN 91-7566-433-X
- Bakom vårdpolitikens dimridåer. 2000. ISBN 91-7566-461-5
- Vårdens skilda världar. 2001. ISBN 91-7566-483-6
- Skärp dig, Svensson!. 2002 (medförfattare Patrik Engellau, Tove Lifvendahl, Lorentz Lyttkens, Peter J. Olsson och Anders Röttorp)
- Välfärd i stället för ättestupa. 2002. ISBN 91-7566-500-X (tillsammans med Sara Öberg)
- Dogmatism som knäcker sjukvården. 2003
- Vård och skola utan konsumentmakt. 2003. ISBN 91-7566-543-3
- Frihet – samtalen fortsätter. 2004. ISBN 82-92581-01-4
- Vem äger medborgaren?. 2007. ISBN 978-91-85919-00-0 (red)
- Statlig opinionsbildning är diskriminerande. 2008. ISBN 978-91-85919-01-7
- Med öppet visir. 2009. ISBN 978-91-70921-21-6 (vänbok till Janerik Larsson)
- Bortom multikulti. 2012. ISBN 978-91-89672-41-3 (antologi)
- Haveriet. Den humanitära stormaktens fall. 2016. ISBN 978-91-98371-30-7 (antologi)